# Fehér Renátó
Fehér Renátó (Szombathely, 1989. október 9. –) magyar költő, író.

## Élete és munkássága
Egyetemi tanulmányait az ELTE Bölcsészettudományi Karán végezte irodalom- és kultúratudomány szakon, majd 2014-től ugyanitt volt doktorandusz. 2012–2013-ban és 2015-ben a prágai Károly Egyetem vendéghallgatója. 2016 őszén a prágai Václav Havel Könyvtár ösztöndíjas kutatója volt. 2017-től a Hévíz folyóirat munkatársa, majd 2018-tól a lap szerkesztője, 2022-től főszerkesztője. 2016 márciusa és 2018 augusztusa között a Litera.hu szerkesztője. A közép- és kelet-európai irodalmakra, kiemelten a visegrádi országok irodalmára fókuszáló Csirimojó Kiadó szerkesztője. 2020-tól a ferencvárosi Mester Galéria és Közösségi Tér munkatársa. A Ferencvárosi József Attila Irodalmi Támogatás szakmai kidolgozója és kurátora.
Díjazott volt a Kárpát-medencei diákírók, diákköltők sárvári találkozóján vers és tanulmány kategóriában. 2007 óta publikál. Verseit angol, cseh, francia, lengyel, német, norvég, orosz, román, szlovák és szlovén nyelvre is fordították.
Első verseskötete 2014-ben jelent meg a Magvető Kiadónál Garázsmenet címmel, amelyért Zelk Zoltán-díjat kapott.
Második verseskötete 2018-ban jelent meg Holtidény címmel.
A Torkolatcsönd című harmadik kötete 2022 tavaszán látott napvilágot, amelyért Városmajor 48 Emlékérmet kapott, és felkerült a Horváth Péter Irodalmi Ösztöndíj hármas shortlistjére. A kötetből készült koncertet, melyen Balogh Máté és Fekete Gyula művei hangzottak el, 2022. május 26-án mutatták be a budapesti FUGA Budapesti Építészeti Központban.
Ő írta a Budapest városegyesítésének 150. évfordulója alkalmából született Budapest Nagyregény terézvárosi fejezetét, amelyből Urbán legendák címmel, Tasnádi István adaptációjában, Vidovszky György rendezésében készített sétaszínházi előadást a Kolibri Színház (bemutató: 2024. május 4.).

## Művei
- Garázsmenet versek, Magvető Kiadó, Bp., 2014
- Holtidény; versek, Magvető Kiadó, Bp., 2018 (Időmérték)
- Torkolatcsönd; versek, Magvető Kiadó, Bp., 2022 (Időmérték)

Részvétel antológiákban
- Beszámított veszteség, Napkút Kiadó, 2009
- Szép versek, Magvető, 2011, 2012, 2013, 2014, 2015, 2018, 2019, 2022, 2023, 2025
- Az év versei, Magyar Napló, 2013
- R25 – A rendszerváltás után született generáció a magyar lírában, JAK-Prae.hu, 2015
- 50 könyv, amit minden baloldalinak olvasnia kell, Noran Libro, 2015
- Hévíz irodalmi antológia 2012–2014, Magvető, 2015
- InstaVers antológia, Athenaeum, 2016
- Szívlapát, Tilos az Á Könyvek, 2017
- Nyom-követés 3., VMDKSZ, Budapest–Szabadka, 2018
- Dies wird die Hypnose des Jahrhunderts – Ungarische Lyrik der Gegenwart, KLAK Verlag, 2019
- Az örök látogató – Konrád György 1933–2019, Noran Libro, 2020
- Amikor a kukák világgá mentek – Mai mesék a zöld jövőért, Móra, 2020
- Nézzünk bizakodva a múltba! – Alternatív Trianon [társszerkesztő], Cser Kiadó – Hévíz folyóirat, 2020
- Vírus után a világ, Noran, 2020
- A hévízi hajószakács – Kortárs gasztroirodalmi antológia [előszó, társszerkesztő], Cser Kiadó– Hévíz folyóirat, 2021
- ŠVEJK 100 [társszerkesztő], Cser Kiadó – Hévíz folyóirat, 2021
- A világot szétszerelni – Nem lehetséges történetek [társszerkesztő], Athenaeum Kiadó, 2021
- Felhajtóerő, Jelenkor Kiadó – Vates Project, 2023
- Budapest Nagyregény, Budapest Brand Nonprofit Zrt., 2023
- Fiatal életek indulója, Magvető, 2025
- Időmérték. 70 vers, szerk. Magvető, 2025
- Egy nagy hiányterület: Eörsi István (1931–2005) – Írások, előadások az életműről, Kalligram, 2025
- A hangadó – Tanulmányok Tar Sándorról és írásművészetéről, Déri Múzeum, Debrecen, 2025

## Kritikák aTorkolatcsöndről
- [Arcturus:] Torkolatcsönd, KultúrPara, 2022. június 10.
- Bajnai Marcell: Fehér Renátó: Torkolatcsönd, Magyar Narancs, 2022. június 30.
- Demény Péter: Parlagi nyelvterület, Élet és Irodalom, 2022. július 1.
- Lapis József: Az olvashatatlanság lendülete, Élet és Irodalom, 2022. július 1.
- Turbuly Lilla: Beszélni nehéz, Apokrif, 2022/2.
- Domján Edit: Ex libris, Élet és Irodalom, 2022. július 22.
- Gál Kitti: Csönd a zajban, Kulter.hu, 2022. augusztus 4.
- Visy Beatrix: Ex libris, Élet és Irodalom, 2022. augusztus 19.
- Fenyő Dániel: Az anti-logopédus, Litera.hu, 2022. augusztus 27.
- Locker Dávid: Mondhatatlan, Alföld Online, 2022. október 6.
- Hocza-Szabó Marcell: Megszólalás-alakzatok a mondás-nélküliségre, Új Forrás, 2022. október
- Bedecs László: A némaság mi helyett?, Jelenkor, 2022. november
- Nádasdy Ádám: Laudáció Fehér Renátó Városmajor 48-emlékérméhez, Litera.hu, 2022. december 19.
- Csehy Zoltán: Dublőr-monológok, költői logopédia, kisebb-nagyobb módosítások (Hat magyar verskötetről), Műút, 2022088
- Fenyő Dániel: 2022 magyar KULTverseskötetei, kulter.hu, 2023. január 12.
- Bödecs László: Ex libris, Élet és Irodalom, 2023. február 17.
- Lakner Dávid: Némaság a hang helyett, Magyar Hang, 2023. május 12–18.

## Kritikák aHoltidényről
- A felejtés és emlékezés terei[halott link], Új Szó, 2018. április 20.
- Tóth Judit Nikoletta: „A zárójelbe tett időszámítással összeszokni, de kibékülni soha”, ArtNews.hu, 2018. április 23.
- Kálmán C. György: Időnkben és testünkben, Élet és Irodalom, 2018. május 18.
- Domján Edit: A jövő itt van, és sose lesz vége, kulter.hu, 2018. május 18.
- Szentpéteri Izabella: Állandóan visszagurul a Volkswagen, Pesti Bölcsész Újság, 2018. június
- André Ferenc: Határidő, Helikon, 2018/12
- Szabó Csanád: Nincs Sziszüphosz, hogy követ görgessen, Apokrif, 2018. nyár
- Lapis József: A hasonlatok intelligenciájáról, Műút, 2018066, 2018. augusztus 7.
- Melhardt Gergő: Fel és alá, Jelenkor, 2018. július–augusztus
- Csete Soma: Vándorló könyvespolc 24.[halott link] (Ergonómia és kollázs), SZIFonline, 2018. augusztus 5.
- G. Szabó Sarolta: Ká-Európa újratöltve, Art7, 2018. szeptember 5.
- Gorove Eszter: Elmaradt találkozás, Szépirodalmi Figyelő, 2018/4.
- Visy Beatrix: 2018 kult verseskönyvei (Top 10), kulter.hu, 2019. január 14.
- B. Kiss Mátyás: Tengertelenség, Új Forrás, 2019. május
- Bereti Gábor: Küzdelem a saját nyelvért, Tiszatáj, 2019. július–augusztus

## Kritikák aGarázsmenetről
- Czinki Ferenc, Magyar Narancs, 2014. június 12.
- Takács Éva: Üvegfalú liftbe szorultan, ÚjNautilus, 2014. június 14.
- Mohácsi Balázs: Egy generáció nevében, Jelenkor Online, 2014. július 3.
- Csepcsányi Éva: Ahová utasokat már nem szállít a villamos, DRÓT, 2014. július 5.
- Szászi Zoltán: Remíz helyett – jó irány a Garázsmenet, Új Szó Online, 2014. július 31.
- Szemes Botond: Határokon át buszozunk – egy késő esti járat elemzése, KuK, 2014. augusztus 5.
- Szeifert Natália: Ismerős Archiválva 2019. november 16-i dátummal a Wayback Machine-ben, Gittegylet.com, 2014. augusztus 10.
- Vári György: „Így vagyok itt, egy ország maradéka”, Népszabadság, 2014. augusztus 16.
- Stermeczky Zsolt Gábor: Random-ország felé meg-megállva[halott link], FÉLonline.hu, 2014. augusztus 20.
- Bende Tamás: Csak semmi takargatás, Bárka Online, 2014. szeptember 3.
- Harmath Artemisz: Ex libris, ÉS, 2014. szeptember 12.
- Mizsur Dániel: A „megszabadulás” ambivalenciája és a történet nélküli személyiség, Apokrif, 2014/3.
- Tóth Judit Nikoletta: „…elbóbiskolunk az életünk mellett, a tévé előtt…”, ArtNews.hu, 2014. november 3.
- Demény Péter: Szárnyak a zsömleszagban, Élet és Irodalom, 2014. november 7.
- Payer Imre: Ex libris, Élet és Irodalom, 2014. november 14.
- Takács Éva: „Így vagyok itt, egy ország maradéka”, ÚjNautilus, 2014. december 29.
- Pál Sándor Attila, Egy koravén fiatalember panaszai, Irodalmi Jelen, 2015. január 19.
- Kántor Péter: Belekérdezni az életbe – Fehér Renátó Zelk-díjára (laudáció), Litera.hu, 2014. december 17.
- Pethő Anita: Egy ká-európai költő versei 2014-ből, Bárka, 2015/2.
- Szénási Zoltán: Otthonos otthontalanság, Jelenkor, 2015/3.
- Harmath Artemisz: Emelem a tételt[halott link] (Fehér Renátó – Üvegfalú lift), SzIF Online, 2015. március 20.
- Pogrányi Péter: Feljegyzések Új-Nosztalgiából, Új Forrás, 2015/7.
- Tary Orsolya: Fehér Renátó elindul, Hitel, 2016/4.

## Interjúk
- U35[halott link], Könyves Blog, 2014. április 24., kérdező: Vass Norbert
- Belső közlés, Klubrádió, 2014. május 12., kérdező: Vári György
- Megkérdeztük Fehér Renátót, Bárka Online, 2014. június 11., kérdező: Ayhan Gökhan
- A történelem bent lakik a lakásunkban Archiválva 2014. július 2-i dátummal a Wayback Machine-ben, Vas Népe, 2014. június 14., kérdező: Merklin Tímea
- A TV-székház ostroma az én horrorom, Litera.hu, 2014. július 14., kérdező: Nagy Gabriella
- Nem én vagyok a tékozló fiú, Kortárs Online, 2014. augusztus 5., kérdező: Varró Annamária
- „Fogalmam sincs, mire és meddig kell itt és most berendezkedni”, VS.hu, 2014. augusztus 24., kérdező: Gócza Anita)
- „Ez eddigi életem egyik legfontosabb eseménye”, Irodalmi Jelen Online, 2014. szeptember 3., kérdező: Tóth Tünde
- Garázsmenet a rendszerváltásba, Kultúrpart, 2014. október 31., kérdező: Szakszon Réka
- « L'histoire et le politique habitent dans la chambre d’à côté », Litterature Hongroise, 2014. december 18., kérdező: Orbán Gábor
- Újabb múzsákról, Litera.hu, 2014. december 19., kérdező: Urbán Anikó
- Nyitány a valóságra, 168 Óra, 2015. január 27., kérdező: Szénási Sándor
- „Nem kell görcsösen trendinek látszatni”, Hvg.hu, 2016. március 10., kérdező: Hercsel Adél
- Olvassatok ELTE-seket! 01., ELTE Online 2017. október 30., kérdező: Seres Lili Hanna
- „Nem tourguide és nem wellnessköltészet”, Könyvhét, 2018/1. (2018. április 12.), kérdező: Vermes Nikolett
- Proteszt és műhelymunka egyszerre legyen a közös hagyományunk, Contextus.hu, 2018 május 14., kérdező: Szentpéteri Izabella
- „Pompejiben vagyok katasztrófaturista”, Jelenkor Online, 2018. június 4., kérdező: Mohácsi Balázs
- Versbe szedett idő – Fehér Renátó: Holtidény, Népszava, 2018. augusztus 28., kérdező: P. Szabó Dénes
- „A medret ásom, vagy a lövészárkot”, Hét Nap, 2018. október 30., kérdező: Bíró Tímea
- Petri éternel, Litterature Hongroise, 2020. február, kérdező: Orbán Gábor
- Kortárs5 – Hazatalálás, Nincs.online, 2021. március 23., kérdező: Mosonyi Eszter
- Kultúrpolitikai ajánlattételek, Szikra Tábortűz, 2021. július 11., kérdező: Bocsik Balázs
- Késelés Villával – Vendég: Hévíz folyóirat, Litera.hu, 2021. július 22., kérdező: Csete Soma és Vida Kamilla
- A néma burok, ha meghasad – Fehér Renátóval a csönd elmondhatóságáról, Népszava, 2022. április 8., kérdező: Gaborják Ádám
- Költő a nappaliban – Fehér Renátó: Torkolatcsönd, 2022. április 28., kérdező: Visy Beatrix
- „A forradalom talán ilyen” – Hévíz, újratöltve, Nincs.online, 2022. május 11., kérdező: Szabolcsi Alexander
- „A költészet számomra csúcstámadás, a bukás megkísértése” – Fehér Renátó a Torkolatcsöndről, kultura.hu, 2022. május 24., kérdező: Dzsubák Tamás
- Mindig politikai beágyazottságban születnek a versek (Fehér Renátó a Torkolatcsöndről, podcast), Könyves Magazin, 2022. május 26., kérdező: Valuska László
- Az irodalmi megszólalás (is) politikai gesztus (podcast), Belépési Küszöb, 2022. június 11., kérdező: Csepregi Dávid és Schultz Nóra
- Magyar szinkron, Rólunk.at, 2022. július 25., kérdező: Krusovszky Dénes
- Kihallani valamit a hosszú árnyékból, Litera.hu, 2022. augusztus 28., kérdező: Modor Bálint
- Ma még ledarálják egymást a szavak, Tiszatáj Online, 2022. december 11., kérdező: Borbíró Aletta
- A Városmajor 48 Alapítvány író-olvasó találkozója az Irodalmi Jutalom Emlékérem alkalmából, 2023. január 29., kérdező: Károlyi Csaba
- „Egyikünk beszél, másikunk hallgat, legalább együtt vagyunk”[halott link], Konrád György 90, Jelen, 2023. április 14., kérdező: Kormos Lili
- „Semmink sincs azon kívül, amit csinálunk”, Cigiszünet Podcast, 2023. június 13., kérdező: Borenich Dalma és Ittzés Ambrus
- A rosszból csírázik az egyedüli jó – 23 éve halt meg Petri György, Partizán, 2023. július 14., kérdező: Gulyás Márton
- Három kérdés – Válaszol a hét írója: Fehér Renátó, Litera.hu, 2023. július 24.
- Vannak-e jó gyakorlataink a NER 13. évében?, Litera.hu, 2023. július 27., kérdező: Modor Bálint
- Kihallgatta Terézvárost (Interjú Budapest Nagyregényről), Terézváros Magazin, 2023. október, kérdező: Csejtei Orsi
- „Kivenni József Attilát a vitrinből”, 9 Magazin, 2024. április, kérdező: Artner Sisso
- "Hívő vagyok, költő és baloldali", Élet és Irodalom, 2024. április 12., kérdező: Antal Nikolett
- Művház és komposzt, Kurtág és Fradi – mi is az a kultúra?, Mérce, 2025. február 14., kérdező: Kőszeghy Ferenc
- Olga Tokarczuk és az érzékenység forradalma, 444, 2025. február 27., kérdező: Horváth Bence és Ott Anna
- "Kik is vagyunk mi ezzel a beszéddel?", Alföld, 2025/4., kérdező: Juhász Tibor

## Díjai
- Petri György-díj (jelölés) (2010, 2011)
- Horváth Péter irodalmi ösztöndíj (jelölés) (2014, 2018, 2022)
- Zelk Zoltán-díj (2014)
- A Visegrádi Alap irodalmi ösztöndíja (2018, 2025)
- Mastercard® Alkotótárs (shortlist) (2021)
- Városmajor 48 Irodalmi Jutalom Emlékérem (2022)
- Ferencváros József Attila-díja (2023)